# Bérénice Marlohe
Bérénice Lim Marlohe (Parigi, 19 maggio 1979) è un'attrice e modella francese.

## Biografia
Nata a Parigi il 19 maggio 1979 da madre francese e padre per una metà cambogiano e per l'altra cinese, assume notorietà in Francia grazie ad una serie di partecipazioni a produzioni televisive. Nel 2012 la sua fama diventa mondiale dopo che ottiene il ruolo di Bond girl nel film di James Bond Skyfall, il capitolo del cinquantenario della saga sull'agente segreto.

## Filmografia parziale

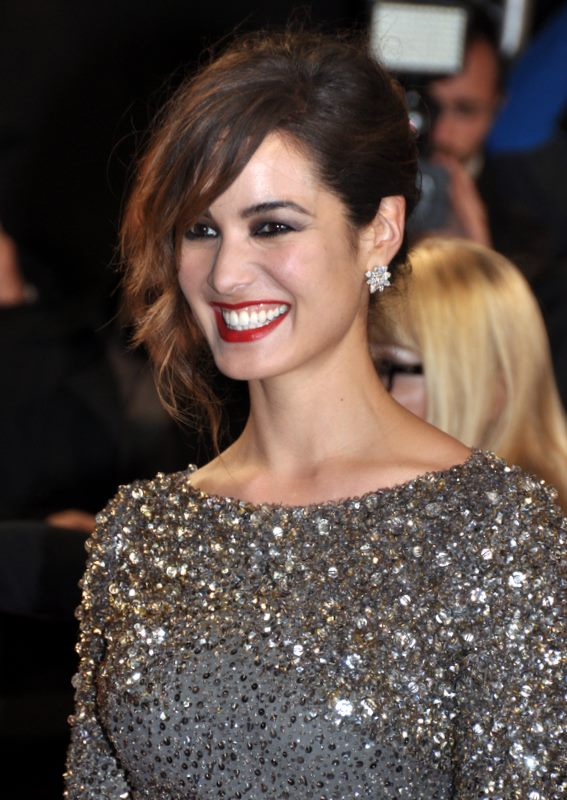
Bérénice Marlohe alla première francese di Skyfall (2012)

### Cinema
- L'art de séduire, regia di Guy Mazarguil (2011)
- Per fortuna che ci sei (Un bonheur n'arrive jamais seul), regia di James Huth (2012)
- Skyfall, regia di Sam Mendes (2012)
- Dalle 5 alle 7 - Due ore per l'amore (5 to 7), regia di Victor Levin (2014)
- Song to Song, regia di Terrence Malick (2017)
- Revolt, regia di Joe Miale (2017)
- Kill Switch - La guerra dei mondi (Kill Switch), regia di Tim Smit (2017)
- Valley of the Gods, regia di Lech Majewski (2019)

### Televisione
- Il giudice e il commissario – serie TV, 1 episodio (2008)
- Sulle tracce del crimine – serie TV, 1 episodio (2008)
- Père et maire – serie TV, 1 episodio (2009)
- R.I.S. Police scientifique – serie TV, 2 episodi (2009)
- Équipe médicale d'urgence – serie TV, 4 episodi (2010)
- Twin Peaks - Il ritorno - serie TV, 1 episodio (2017)

## Doppiatrici italiane
Nella versione in italiano dei suoi film, Bérénice Marlohe è stata doppiata da:
- Claudia Catani in Skyfall, Song to Song, Valley of the Gods
- Selvaggia Quattrini in Dalle 5 alle 7 - Due ore per l'amore